# راشيل هانا
راشيل هانا هي منافسة ألعاب القوى كندية، ولدت في 2 أكتوبر 1986 في برامبتون في كندا.

## وصلات خارجية
- راشيل هانا على موقع الاتحاد الدولي لألعاب القوى (الإنجليزية)